# Ole Gunnar Solskjær

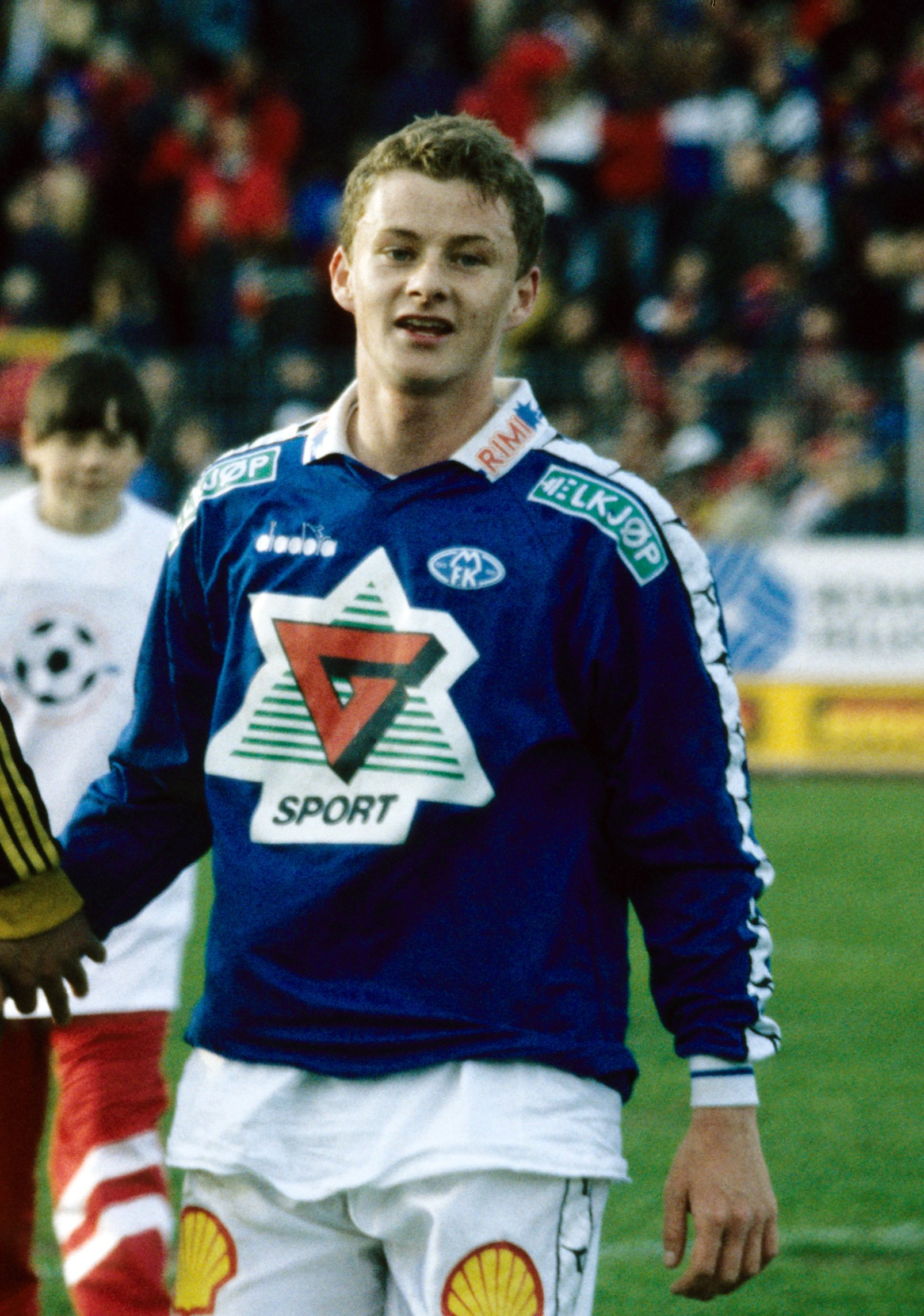
Ole Gunnar Solskjær

Ole Gunnar Solskjær (Kristiansund, Noruega, 26 de febrer de 1973), és un exfutbolista i entrenador de futbol noruec. Com a jugador ocupava la posició de davanter. Va ser internacional absolut per la selecció de futbol de Noruega en 67 ocasions.

## Trajectòria

### Com a jugador
Abans d'arribar a Anglaterra, Solskjær va jugar als clubs noruecs Clausenengen i Molde. Va fitxar pel Manchester United FC el 1996 per 1,5 milions de lliures, amb el qual va aconseguir marcar més de 100 gols en competicions oficials, malgrat no haver estat titular durant gran part del seu temps al club. La seva habilitat per marcar gols, en molts casos en moments crítics, el va portar a ser anomenat amb el sobrenom d'"assassí amb cara de nen". Solskjær es va retirar del professional de futbol l'any 2007 després d'haver sofert una sèrie lesions entre 2005 i 2006, i va passar a treballar com a entrenador de les divisions inferiors del club.
| Club                 | País       | Any       |
| -------------------- | ---------- | --------- |
| Clausenengen FK      | Noruega    | 1990-1994 |
| Molde FK             | Noruega    | 1994-1996 |
| Manchester United FC | Anglaterra | 1996-2007 |

### Com a entrenador
El 2008, Solskjær es va convertir en entrenador de l'equip reserva del Manchester United FC.
El 2011, va tornar al seu país natal per dirigir el primer equip del seu antic club, el Molde, amb qui va aconseguir els dos primers títols de la Tippeligaen en la història del club en les seves dues primeres temporades. El 2014, entrenà el Cardiff City que acabaria descendint de la Premier League aquella temporada.
El 2015, Solskjær va tornar al Molde, signant un contracte de tres anys i mig per convertir-se en el seu nou entrenador. Va aconseguir el primer lloc en la fase de grups de l'Europa League, per davant del Fenerbahçe SK, l'Ajax i el Celtic. En la segona temporada, el Molde va acabar segon a l'Eliteserien en 2017 i 2018. El 3 de desembre de 2018, el club va anunciar que Solskjær ampliava el seu contracte fins al final de la temporada 2021.
El 19 de desembre de 2018, el Manchester United FC va nomenar a Solskjær com a entrenador del primer equip, per substituir José Mourinho durant la resta de la temporada 2018-19.

## Palmarès

### Com a jugador
Manchester United FC
- 6 Premier League: 1996-97, 1998-99, 1999-00, 2000-01, 2002-03, 2006-07.
- 2 FA Cup: 1999 i 2004.
- 3 Community Shield: 1996, 1997 i 2003.
- 1 Lliga de Campions de la UEFA: 1999.
- 1 Copa intercontinental de futbol: 1999.

### Com a entrenador
Molde FK
- 2 Lligues noruegues: 2011, 2012.
- 1 Copa noruega: 2013.